# Main Event der World Series of Poker 2017
Das Main Event der World Series of Poker 2017 war das Hauptturnier der 48. Austragung der Poker-Weltmeisterschaft in Paradise am Las Vegas Strip. Es wurde vom 8. bis 22. Juli 2017 ausgespielt.

## Turnierstruktur

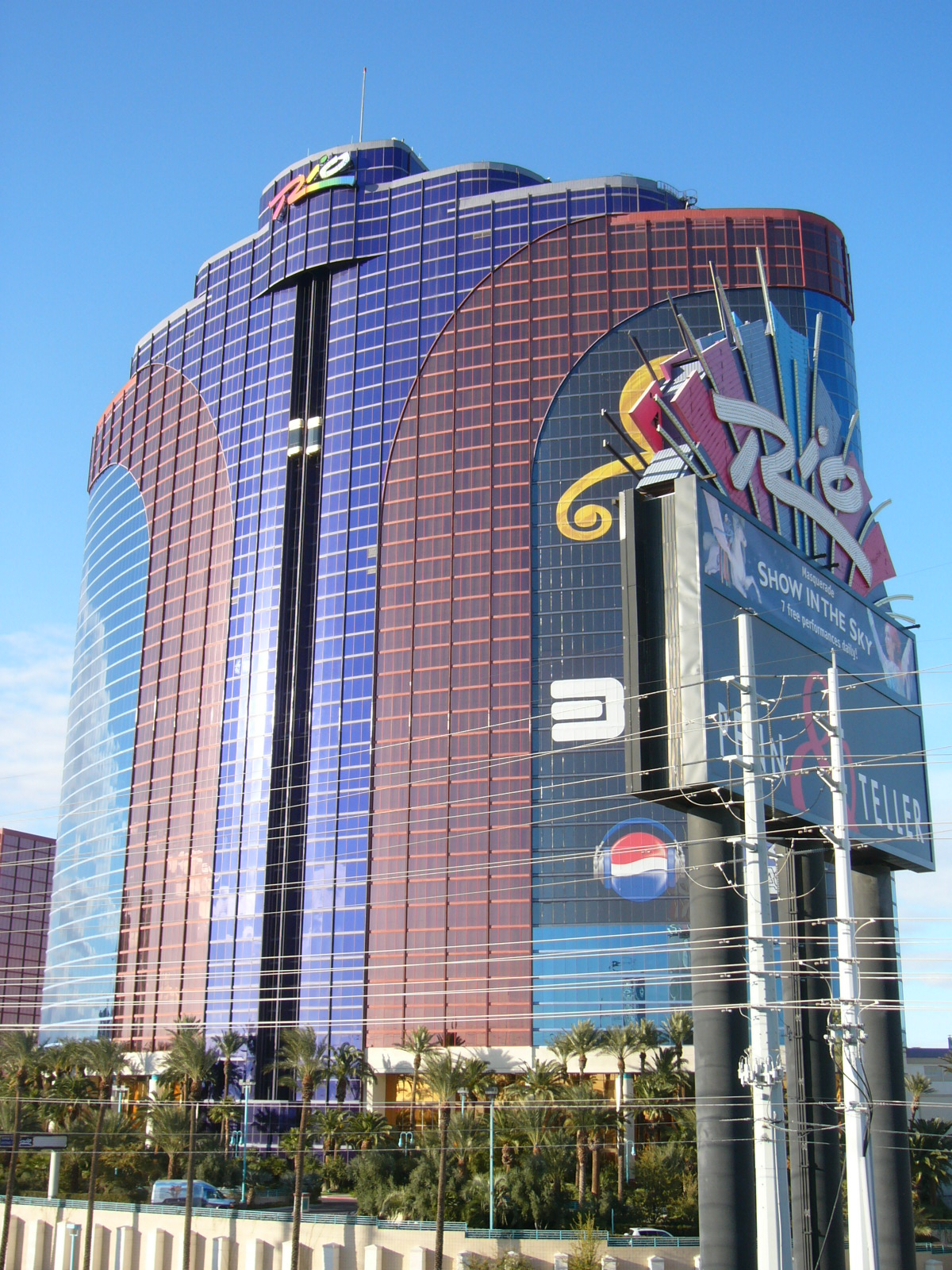
Das Rio All-Suite Hotel and Casino am Las Vegas Strip

Die Anmeldung des Hauptturniers der World Series of Poker in der Variante No Limit Hold’em war auf die drei Tage vom 8. bis 10. Juli 2017 verteilt. Anschließend wurde vorerst bis zum siebten Turniertag am 17. Juli gespielt, nach dem nur noch neun Spieler verblieben. Der Finaltisch wurde vom 20. bis 22. Juli 2017 ausgespielt. Das gesamte Turnier wurde im Rio All-Suite Hotel and Casino in Paradise ausgetragen. Die insgesamt 7221 Teilnehmer mussten ein Buy-in von je 10.000 US-Dollar zahlen, für sie gab es 1084 bezahlte Plätze. Beste Frau war die Kanadierin Yuan Li, die den 105. Platz für mehr als 50.000 US-Dollar belegte. Michael Ruane, der im Vorjahr am Finaltisch gesessen hatte, belegte den zehnten Platz.

## Übertragung
Der US-amerikanische Fernsehsender ESPN und die kostenpflichtige Website PokerGO übertrugen in Zusammenarbeit mit Poker Central täglich mehrere Stunden des Turniers. Das Event wurde von Kara Scott, Maria Ho, David Williams und Doug Polk moderiert sowie von Lon McEachern, Norman Chad und Antonio Esfandiari kommentiert.

## Deutschsprachige Teilnehmer
Mit Robin Hegele führte ein Deutscher das Event nach dem fünften Turniertag an. Folgende deutschsprachige Teilnehmer konnten sich im Geld platzieren:
| Platz | Herkunft    | Spieler              | Preisgeld (in $) |
| ----- | ----------- | -------------------- | ---------------- |
| 0024  | Deutschland | Florian Löhnert      | 263.532          |
| 0027  | Deutschland | Robin Hegele         | 263.532          |
| 0057  | Deutschland | Robert Schulz        | 121.188          |
| 0080  | Deutschland | Martin Finger        | 085.482          |
| 0121  | Deutschland | Hans Joachim Hein    | 053.247          |
| 0131  | Deutschland | Sönke Jahn           | 053.247          |
| 0164  | Deutschland | Tobias Hariefeld     | 046.096          |
| 0195  | Deutschland | Dominik Nitsche      | 046.096          |
| 0220  | Deutschland | Johannes Becker      | 046.096          |
| 0254  | Deutschland | Oliver Wulf          | 040.181          |
| 0304  | Deutschland | Ismael Bojang        | 035.267          |
| 0357  | Schweiz     | Stefan Huber         | 031.170          |
| 0420  | Deutschland | Marvin Rettenmaier   | 027.743          |
| 0444  | Deutschland | Christoph Vogelsang  | 027.743          |
| 0465  | Osterreich  | Slobodan Stanculovic | 027.743          |
| 0492  | Deutschland | Gregor Waltermann    | 024.867          |
| 0512  | Schweiz     | Dieter Good          | 024.867          |
| 0574  | Osterreich  | Harald Sammer        | 022.449          |
| 0602  | Deutschland | Jerome Evans         | 022.449          |
| 0704  | Deutschland | Sascha Walter        | 018.693          |
| 0753  | Deutschland | Niko Koop            | 018.693          |
| 0789  | Deutschland | Mario Basler         | 017.243          |
| 0799  | Deutschland | Christoph Haller     | 017.243          |
| 0811  | Deutschland | Alexander Debus      | 017.243          |
| 0846  | Deutschland | Philippe Bretan      | 017.243          |
| 0910  | Deutschland | Christian Rudolph    | 016.024          |
| 0936  | Deutschland | Jost Beifuhs         | 016.024          |
| 0949  | Deutschland | Friedrich Meyer      | 016.024          |
| 0953  | Osterreich  | Raphael Wimmer       | 016.024          |
| 0962  | Deutschland | Dren Ukella          | 016.024          |
| 1016  | Osterreich  | Helmut Hoflehner     | 015.000          |
| 1018  | Deutschland | Christian Nilles     | 015.000          |

## Finaltisch
Der Finaltisch wurde vom 20. bis 22. Juli 2017 gespielt. Für Ben Lamb (bereits 2011) und Antoine Saout (bereits 2009) war es der zweite Finaltisch beim WSOP-Main-Event. Mit Bryan Piccioli saß ein Braceletgewinner am Tisch. Der Finaltisch war auf drei Tage angesetzt: Am ersten Tag sollte auf sechs, am zweiten Tag auf drei Spieler runter gespielt werden.
An Tag eins schied zunächst Lamb mit A♥ 9♥ gegen Sinclairs A♣ Q♥ aus. Nachdem Hesp kurzzeitig den Chiplead übernommen hatte, doppelte Blumstein mit A♦ A♠ gegen Hesps A♥ 10♥ auf das Board A♣ 7♦ 5♥ 10♠ 3♣ auf und hatte fortan rund die Hälfte aller im Spiel befindlichen Chips vor sich stehen. Wenig später verließ Sinclair den Tisch, nachdem er mit K♠ J♠ in Picciolis A♠ A♦ gelaufen war. Nach fünfeinhalb Stunden war der erste Tag beendet und die sieben verbliebenen Spieler hatten ein Payout von 1,425 Millionen US-Dollar sicher.
Am zweiten Finaltag schied zunächst Salas aus, nachdem er es mit A♣ 10♥ auf den Flop A♥ 3♥ 2♦ gegen Otts 4♦ 4♠ reinbekommen hatte, dieser mit der 5♠ auf den River jedoch eine Straße machte. Später nahm Ott mit K♠ K♣ ebenfalls Piccioli aus dem Turnier, der im Battle of the Blinds A♣ 7♥ gepusht hatte. Anschließend waren Saout und Blumstein in eine Hand verwickelt: Blumstein stellte Saout auf den River All-In, der Franzose callte nach längerem Überlegen mit K♣ J♦ auf J♣ 7♦ 6♣ 4♣ J♥ und war Blumsteins 5♠ 3♠ unterlegen. Den Tag beendete dann das Ausscheiden von Hesp, der mit 9♣ 7♣ in A♦ J♠ von Pollak lief und vom Board keine Hilfe erhielt. Somit verblieben lediglich Pollak, Ott und Blumstein, wobei Letzterer bereits über 60 Prozent aller im Spiel befindlichen Chips besaß.
Am letzten Tag musste Pollak als erstes den Tisch verlassen: Er hatte am Button Q♣ 10♦ All-In gestellt und nach einem Re-Push von Ott mit K♣ 9♦ auch den Call von Blumsteins A♥ Q♠ erhalten. Blumstein war zu diesem Zeitpunkt Chipleader und wäre bei einem Sieg bereits Weltmeister gewesen. Das Board kam K♦ J♠ 3♦ 4♣ 6♠, so dass Ott seinen Stack mehr als verdoppelte, aber dennoch mit lediglich rund 35 Prozent der Chips ins entscheidende Heads-Up ging. Dort sicherte sich Blumstein den Titel und gewann die finale Hand mit A♥ 2♦ gegen Otts A♦ 8♦, nachdem er einen 3-Outer auf den River getroffen hatte.

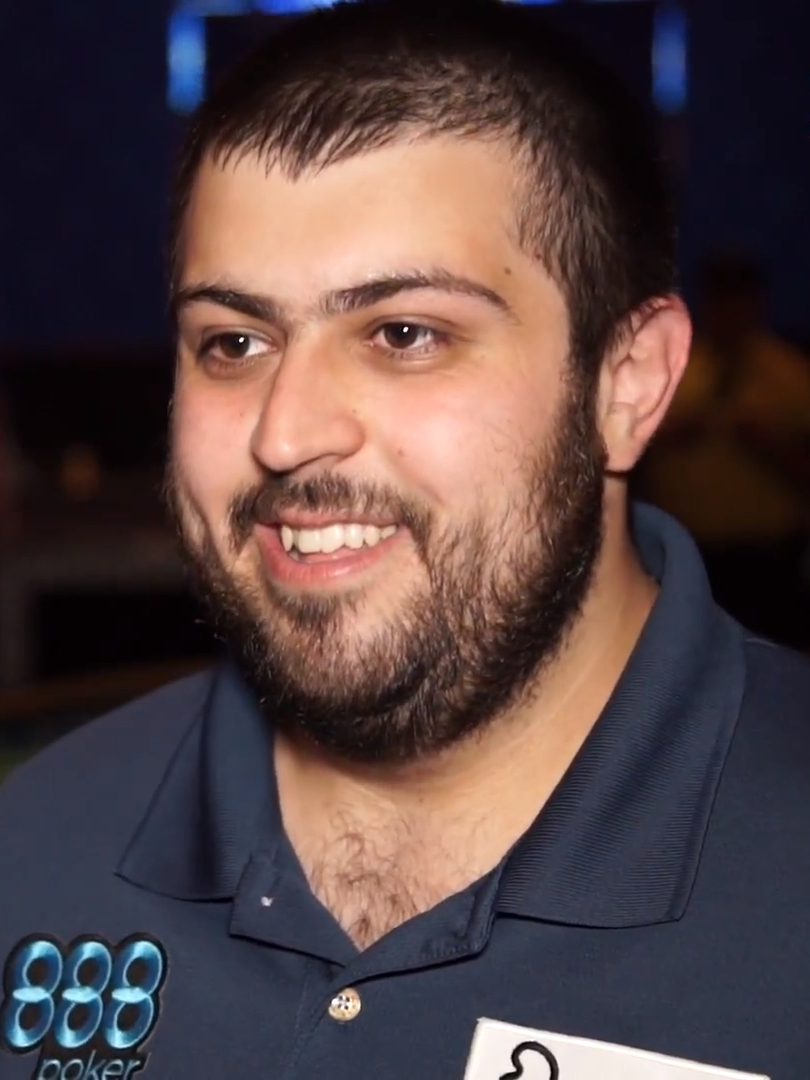
Scott Blumstein (2017)

| Platz | Herkunft               | Spieler         | Alter * | Preisgeld (in $) |
| ----- | ---------------------- | --------------- | ------- | ---------------- |
| 1     | Vereinigte Staaten     | Scott Blumstein | 25      | 8.150.000        |
| 2     | Vereinigte Staaten     | Daniel Ott      | 26      | 4.700.000        |
| 3     | Frankreich             | Benjamin Pollak | 33      | 3.500.000        |
| 4     | Vereinigtes Konigreich | John Hesp       | 64      | 2.600.000        |
| 5     | Frankreich             | Antoine Saout   | 33      | 2.000.000        |
| 6     | Vereinigte Staaten     | Bryan Piccioli  | 28      | 1.675.000        |
| 7     | Argentinien            | Damian Salas    | 42      | 1.425.000        |
| 8     | Vereinigtes Konigreich | Jack Sinclair   | 26      | 1.200.000        |
| 9     | Vereinigte Staaten     | Ben Lamb        | 32      | 1.000.000        |